# Montemitro
Montemitro (horvátul: Mundimitar) község (comune) Olaszország Molise régiójában, Campobasso megyében.

## Fekvése
Montemitro az Abruzzo és Molise tartományok határát képező Trigno folyó völgye felett helyezkedik el, légvonalban 20 kilométerre az Adriai-tengertől. Határai: Celenza sul Trigno, Montefalcone nel Sannio, San Felice del Molise és Tufillo.

## Története
A település korabeli források alapján a 13. század óta lakott. Templomának első említése 1313-ból származik. A 15-16. században az oszmán hódítás elől menekülő horvátok érkeztek a térségbe, akik jelenleg már csak három településen élnek, ezek egyike - Acquaviva Collecroce (Kruć) és San Felice del Molise (Filić) mellett - Montemitro. A következő századokban nemesi birtok volt. A 19. században nyerte el önállóságát, amikor a Nápolyi Királyságban felszámolták a feudalizmust.

## Nyelv, kultúra
A településen élők jelenleg is a molisei horvát (na-naš) dialektust beszélik, amely szerepel az UNESCO veszélyeztetett nyelveket regisztráló Vörös Könyvében. A molisei horvát közösség szoros kapcsolatokat ápol az anyaországgal; a három település általános iskoláiban a helyi dialektus mellett Zágrábból érkezett tanárok oktatják az irodalmi horvát nyelvet, emellett Montemitróban horvát tiszteletbeli konzul működik.

## Népessége
A népesség számának alakulása:

## Főbb látnivalói
- Santa Lucia-templom